# Vorderer Kesselberg
Vorderer Kesselberg (amtlich: Kesselberg (vorderer)) ist ein Gemeindeteil der Stadt Gefrees im Landkreis Bayreuth (Oberfranken, Bayern). Vorderer Kesselberg liegt in der Gemarkung Lützenreuth.

## Geografie
Die Einöde liegt am Osthang des Kesselbergs (591 m ü. NHN), einer Erhebung des Fichtelgebirges. Ein Anliegerweg führt 450 Meter südöstlich zur Kreisstraße BT 48, die nördlich nach Böseneck zur Staatsstraße 2180 bzw. südlich nach Lützenreuth verläuft.

## Geschichte
Kesselberg gehörte zur Realgemeinde Lützenreuth. Gegen Ende des 18. Jahrhunderts bestand Kesselberg aus einem Anwesen. Die Hochgerichtsbarkeit stand dem bayreuthischen Stadtvogteiamt Berneck zu. Das Stadtvogteiamt Berneck war auch Grundherr des Hauses.
Infolge des Ersten Gemeindeedikts wurde Vorderer Kesselberg dem 1812 gebildeten Steuerdistrikt Lützenreuth und der zugleich entstandenen Ruralgemeinde Lützenreuth zugewiesen. Im Zuge der Gebietsreform in Bayern wurde Vorderer Kesselberg am 1. Juli 1971 nach Gefrees eingemeindet.

### Einwohnerentwicklung
| Jahr      | 001812 | 001819 | 001861 | 001871 | 001885 | 001900 | 001925 | 001950 | 001961 | 001970 | 001987 |
| Einwohner | 7      | *      | 10 †   | 11 †   | 3      | 3      | 6      | 9      | 5      | 5      | 6      |
| Häuser    | 1      |        |        |        | 1      | 1      | 1      | 1      | 1      |        | 2      |
| Quelle    | [ 6 ]  | [ 9 ]  | [ 10 ] | [ 11 ] | [ 12 ] | [ 13 ] | [ 14 ] | [ 15 ] | [ 16 ] | [ 17 ] | [ 1 ]  |

## Religion
Vorderer Kesselberg ist evangelisch-lutherisch geprägt und war ursprünglich nach St. Trinitatis (Berneck) gepfarrt. Seit der zweiten Hälfte des 19. Jahrhunderts ist die Pfarrei St. Johannes der Täufer (Gefrees) zuständig.